# Эм, Юрий Павлович
Ю́рий Па́влович Эм (род. 12 сентября 1953, Курган, Молотовская область) — российский военный и государственный деятель, генерал-майор. Герой Российской Федерации (2000).

## Биография
Родился 12 сентября 1953 года в поселке Курган, ныне Чердынского района Пермского края, в семье ссыльных поселенцев. Кореец по национальности. Отец — военный лётчик, кавалер ордена Красного Знамени Эм Дюн Во, мать — потомок поволжских немцев. Окончил среднюю школу в 1971 году.

## Военная служба
С 1971 года — в Вооруженных Силах СССР. В 1975 году окончил Алма-Атинское высшее общевойсковое командное училище, по окончании которого как отличный спортсмен был распределён в Воздушно-десантные войска. Проходил службу в городе Ош.
В 1980—1982 годах воевал в Демократической Республике Афганистан в составе ограниченного контингента советских войск, где исполнял обязанности начальника штаба парашютно-десантного батальона. Был награждён орденом за проявленный героизм в боях, хотя предполагалось представление на звание Героя Советского Союза.
По окончании службы в Афганистане Эм служил в Ленинградском военном округе (1985 год), затем был направлен на учёбу в Военную академию М. В. Фрунзе, которую окончил в 1988 году. Назначен заместителем командира 21-й отдельной десантно-штурмовой бригады, по прошествии нескольких лет стал её командиром. Участвовал в боях в Нагорном Карабахе, Южной Осетии, Абхазии, принял участие в чеченской войне 1994—1996 годов.
В 1998 году бригада была сокращена, а из неё был сформирован 247-й десантно-штурмовой полк 7-й гвардейской воздушно-десантной дивизии. В боях в Дагестане на высоте, прозванной «ослиное ухо», Юрий Эм руководил этим полком, с ним он освобождал сёла Тандинского района. В период с октября 1999 года по январь 2000 247-й десантно-штурмовой полк был отправлен в Чечню. Среди проведённых им операций были освобождения многих населённых пунктов и захваты стратегически важных объектов, высадки десанта. Ко всем операциям Эм тщательно готовился. При нападении на засаду боевиков был контужен, но не покинул поле боя, продолжая руководить действиями бойцов до конца боя.
Указом Президента Российской Федерации от 6 мая 2000 года за мужество и героизм, проявленные в ходе контртеррористической операции на Северном Кавказе полковнику Эму Юрию Павловичу было присвоено звание Героя Российской Федерации с вручением медали «Золотая Звезда».
Полковник Эм Юрий остался служить в Российской Армии. В 2000 году стал заместителем Председателя Правительства Чеченской республики, с 2002 — главный федеральный инспектор Южного федерального округа, в 2004 — заместитель военного комиссара Калужской области, а с 2005 года становится военным комиссаром Ульяновской области. В январе 2007 года Юрию Павловичу Эму присвоено воинское звание «генерал-майор». В марте 2008 года генерал-майор Эм назначен военным комиссаром Ставропольского края.

## После военной службы
С 2011 года по 2012 и с 2014 по 2016 — депутат Государственной думы шестого созыва.
C мая 2012 по октябрь 2013 года — заместитель председателя Правительства Ставропольского края — руководитель аппарата Правительства Ставропольского края. Мандат Эма перешел Ольге Казаковой. После освобождения с поста зампреда правительства края в связи с её упразднением, Эм вновь получил мандат депутата Государственной думы, освободившийся в связи с выбытием Андрея Мурги.
31 марта 2016 года Конституционный суд признал не соответствующим Конституции передачу депутатского мандата Юрию Эму в 2014 году в связи с тем, что в этом созыве депутатов он ранее отказался от мандата в связи с переходом на государственную службу. В апреле 2016 года Юрий Эм добровольно отказался от мандата. Мандат перешёл по списку фигуристке Елене Бережной.
Сын Александр Эм, в 1994—2001 годах служил в Вооружённых Силах, участник второй чеченской войны, награждён орденом Мужества и медалью «За отвагу». С 2016 года — заместитель мэра города Невинномысск Ставропольского края.

## Награды
- Орден «За личное мужество»
- Орден «За военные заслуги»
- Орден Красной Звезды
- Орден «За службу Родине в Вооружённых Силах СССР» 3-й степени
- Медали СССР и Российской Федерации
- Ведомственные медали Министерства обороны Российской Федерации
- 17.07.2009 г. в честь Героя России Юрия Эма теплоход Ом-401 Ульяновского речпорта переименован в «Герой Юрий Эм»[5][6][7][8]. В 2015 году судно «Герой Юрий Эм» стало местом съёмок художественного фильма «Со дна вершины»[9][10].